# Zadnji mega žur
Zadnji mega žur je prozno besedilo, ki ga je napisal Ivan Sivec. Prvič je izšlo leta 2001.
Nadaljevanje zgodbe je avtor napisal v delu Noč po mega žuru.

## Povzetek
Matej je edinec, ki živi z mamo, saj mu je oče umrl v prometni nesreči. Z dijaki tretjega letnika se odpravi na maturantski izlet, kjer se zaljubi v Tjašo.
Po vrnitvi s Krfa dijake čaka zadnje leto in zrelostni izpit - matura.
V četrtem letniku se Matej sooči s težavami v ljubezni, ljubosumjem in učenjem ter z ocenami, posledično z učitelji. Največje ima z učiteljico matematike, ki jo obtoži za vse svoje neuspehe. Prijatelj Sven mu ponudi pomoč pri učenju matematike. Za sproščeno in uspešnejše učenje mu podari bele tabletke.
Matej po izključitvi iz šole in neuspešno opravljenem testu iz matematike naleti na še več težav. Rešitev zanje je našel v drogi. Spomnil se je kasete, ki ga je nagovarjala k samomoru. Stekel je na vrh stolpnice in skočil s stavbe.

## Književne osebe
Glavna književna oseba je najstnik sodobne družbe Matej in ga prikazuje v različnih situacijah v družbi, družini in šoli. Je prijazen, tih in vljuden.
Živi le z materjo, ki je uspešna podjetnica in se premalo ukvarja z njim.
Zaljubi se v Tjašo, s katero razvijeta ljubezenski odnos. Tjaša je živahno, prijazno in pametno dekle.
Velik zaplet v Matejevem življenju predstavlja Sven, ki ga najprej spoznamo kot dobrega prijatelja, ki mu želi pomagati. Na koncu ugotovimo, da je Sven član združbe, ki se ukvarja s preprodajo mamil. Ko se Matej včlani v skupino Srečni angeli, naleti na še več problemov, rešitev le-teh pa išče v drogah in samomoru. Sven je predstavnik preprodajalcev, ki Mateja nagovarja k drogam in samomoru.

## Analiza dela
Zadnji mega žur (2001) je socialni roman. Vsebuje problemsko tematiko samomora med najstniki, ki se v obdobju odraščanja srečujejo s težavami v ljubezni, družbi, družinah in rešitev le teh iščejo v alkoholu, drogi, nasilju in samomoru.
Predstavljena družbena vloga ženske še vedno ni enakopravna moški. Takšen primer je Matejeva mati, ki je sama odgovorna za socializacijo svojega sina. Oče v delu ne nastopa in tako predstavlja čustveno odtujenega očeta.
Avtor poimenuje skupino preprodajalcev mamil Srečni angeli. Delo naj bi opozarjalo na posledice uživanja drog, hkrati pa s pridevnikom Srečni sporoča pravo nasprotje.
Razpečevalca mamil je poimenoval Swen (Sven). S tem je poudaril njegov izvor iz Švedske. Bralec lahko ustvari zmotno prepričanje o tem, kdo in od kod so preprodajalci drog.
Zasnova dela je odhod maturantov Druge gimnazije na maturantski izlet.
Zaplet romana je ljubezen med Tjašo in Matejem.  V romanu poleg Mateja nastopa še njegova mati, ki predstavlja sodobne starše, ki nimajo časa za svoje otroke.
Vrh predstavlja prijatelj Sven, ki Mateju pod pretvezo pomaga pri učenju matematike. Njegov skriti namen je slediti načrtu mamilarske združbe, ki naključne žrtve privede do samomora. Ena izmed njih je bil tudi Matej.
Razplet predstavlja njuno druženje, ko Sven prek učenja matematike zvabi Mateja v svet Srečnih angelov in drog.
Razsnova pa je Matejev samomor, ki ga stori zaradi vseh nesrečnih dogodkov in mamil.